# Ла-Бре-ле-Бен
Ла-Бре-ле-Бен (фр. La Brée-les-Bains) — коммуна во Франции, находится в регионе Пуату — Шаранта. Департамент коммуны — Шаранта Приморская. Входит в состав кантона Сен-Пьер-д’Олерон. Округ коммуны — Рошфор.
Код INSEE коммуны — 17486.

## Население
Население коммуны на 2010 год составляло 756 человек.
| 1962 | 1968 | 1975 | 1982 | 1990 | 1999 | 2010 |
| ---- | ---- | ---- | ---- | ---- | ---- | ---- |
| 417  | 525  | 573  | 578  | 644  | 758  | 756  |

## Экономика
В 2010 году среди 379 человек трудоспособного возраста (15—64 лет) 216 были экономически активными, 163 — неактивными (показатель активности — 57,0 %, в 1999 году было 61,5 %). Из 216 активных жителей работали 174 человека (83 мужчины и 91 женщина), безработных было 42 (23 мужчины и 19 женщин). Среди 163 неактивных 25 человек были учениками или студентами, 91 — пенсионерами, 47 были неактивными по другим причинам.